# Anna d'Hongria
|  | No s'ha de confondre amb Anna d'Hongria (consort d'Andrònic II). |

Anna Jagelló d'Hongria i Bohèmia (23 de juliol de 1503, Buda - 27 de gener de 1547, Praga) fou la dona de Ferran I del Sacre Imperi Romanogermànic, reina consort d'Hongria i de Bohèmia del 1526 al 1547. Era germana de Lluís II d'Hongria i filla de Vladislau II de Bohèmia.

## Biografia

### Primers anys i compromís matrimonial
Anna va néixer el 1503 a la cort hongaresa de Buda, com a filla del rei Vladislau II d'Hongria i de la seva esposa Anna de Foix-Candale. Vladislau II havia assumit en 1490 el tron hongarès després d'haver estat cridat a el regne per la noblesa per ocupar el lloc vacant. Aquí va establir la seva nova cort, des d'on va governar Bohèmia, regne de el qual també era sobirà.
La dida d'Anna va ser Ursula Pemfflinger, l'esposa del jutge de la ciutat de Buda. Al febrer de 1505 la influent noble Eduviges Piast, vídua del comte Esteban Szapolyai, que va ser Nàdor d'Hongria, va demanar la mà de la petita princesa per al seu fill el comte Joan Szapolyai de 16 anys. Havent guanyat enorme poder, la família dels Szapolyai va intentar establir, en moltes ocasions, llaços familiars amb la família reial Jagellón. No obstant això, el rei Vladislau II va rebutjar la proposició de Eduviges (gairebé una dècada després, en 1512, la noble hongaresa va aconseguir que la seva filla Bàrbara Szapolyai es convertís en esposa del rei Segismon I Jagellò el Vell de Polònia, germà de Vladislai II d'Hongria).
El 19 de juliol de 1505 van començar les negociacions matrimonials amb l'emperador Maximilià I d'Habsburgo, formalitzant el casament d'Anna amb un dels nets de l'emperador: l'arxiduc Ferran d'Habsburg. Tot i que a l'octubre d'aquest mateix any els aristòcrates hongaresos i l'alt clergat es va reunir a Ràkos i va decidir que, en cas de morir el rei sense hereus homes, el tron hongarès no seria heretat pels Habsburg a través del matrimoni amb la princesa Anna. Però al març de 1506, Vladislao II va enviar emissaris per signar un tractat que inhabilitava les decisions de la noblesa hongaresa i formalitzava el matrimoni d'Ana i Fernando, així com que, de néixer un fill home (en aquest moment la reina consort Anna de Foix-Candale estava embarassada), aquest fill es casaria amb Maria d'Habsburg, germana de Fernando. Als pocs mesos va néixer el que serà posteriorment Lluís II d'Hongria i el compromís de matrimoni es va confirmar. La mare dels dos prínceps hongaresos va morir en el part, el 26 de juliol de 1506, deixant-los orfes. El novembre de 1507 es va signar el pacte definitiu dels dos matrimonis i dos prínceps hongaresos van mantenir talls separades, compostes per dides i altres servents reals que en el seu temps eren part de la cort de la seva morta mare.
El 19 de juliol de 1515 es va dur a terme la trobada real de Viena de les Cases Habsburg i Jagellò, a què van assistir els reis Segismon I de Polònia, Vladislau II d'Hongria i Maximilià I del Sacre Imperi. En aquest esdeveniment també es va tornar a ratificar l'acord i en el dom de Sant Esteve protomàrtir el monarca va comprometre als seus nets amb els hongaresos. A Hongria la noblesa no va acceptar fàcilment aquest compromís amb els Habsburg, i ara el noble Emeric Perényi va passejar pels carrers de la ciutat de Bratislava muntat en el seu carruatge cridant i protestant, ja que en algun moment també havia estat considerat ell com un possible pretendent a la mà de la princesa Anna.
Tan sols mesos després de la trobada real, va morir Vladislau II el 1516, ascendint a el tron el seu fill com Lluís II d'Hongria (qui havia estat coronat en la seva infància per assegurar la seva successió després de la mort del rei). Posant en pràctica el compromís matrimonial, Ana va ser portada a Tirol a 1517, on va viure amb la seva cunyada Maria d'Habsburg fins al seu matrimoni en 1521. Per mitjà d'aquesta unió matrimonial es va aconseguir que Hongria i Bohèmia quedessin sota el domini dels Habsburg, ja que el germà d'Ana, el rei Lluís II d'Hongria, va morir en 1526 sense descendència en la Batalla de Mohács i va quedar ella com a única descendent en la línia de successió.
Proclamada reina d'Hongria i Bohèmia amb el seu marit, mai arribarà a ser emperadriu, car mor amb 43 anys als tres dies de néixer la seva filla Joana, degut segurament a febre puerperal. Un cas molt similar a què li va passar a la seva mare.

### Matrimoni i fills
Del seu matrimoni amb Ferran van néixer quinze fills:
- Isabel d'Habsburg (9 de juliol de 1526 - 15 d'juny de 1545). Arxiduquessa d'Àustria, casada amb Segismon II Jagellò, Rei de Polònia.
- Maximilià II d'Habsburg (Viena, 31 de juliol de 1527 - Ratisbona 12 d'octubre de 1576), casat amb la seva cosina germana Maria d'Àustria i Portugal, filla de Carles I.
- Anna d'Habsburg (7 de juliol de 1528 - 16/17 d'octubre de 1590), casada amb Albert V de Baviera.
- Ferran II d'Àustria (14 de juny de 1529 - 24 gener de 1595). Comte de Tirol, casat amb Filipina Welser i Anna Catalina Gonzaga de Màntua.
- Maria d'Habsburg (15 de maig de 1531- 11 de desembre de 1581), casada amb Guillem V de Cleves el Ric.
- Magdalena d'Habsburg (14 d'agost de 1532 - 10 d'setembre de 1590), monja.
- Catalina d'Habsburg (15 de setembre de 1533 - 28 d'febrer de 1572). Arxiduquessa d'Àustria, casada amb Segismon II Jagellò, Rei de Polònia.
- Leonor d'Habsburg (2 de novembre de 1534 - 5 d agost de 1594), casada amb Guillerm Gonzaga de Màntua.
- Margarida d'Habsburg (16 de febrer de 1536 - 12 de març de 1567), monja.
- Joan d'Habsburg (10 d'abril de 1538-20 de març de 1539).
- Bàrbara d'Habsburg (30 d'abril de 1539 - 19 setembre de 1572), casada amb Alfons II de Ferrara.
- Carles d'Habsburg (Viena, 3 de juny de 1540 - Graz, 10 de juliol de 1590). Arxiduc d'Àustria, Duc d'Estíria, de Caríntia i de Carniola i Comte de Goritz i de Tirol. Casat amb Maria Anna de Baviera. Tots dos eren pares de l'emperador Ferran II.
- Úrsula d'Habsburg (24 de juliol de 1541 - 30 abril de 1543).
- Elena d'Habsburg (7 de gener de 1543 - 5 març de 1574), monja.
- Joana d'Habsburg (24 de gener de 1547 - 10 d'abril de 1578). Arxiduquessa d'Àustria, casada amb Francesc I de Mèdici, Gran Duc de Toscana. Una de les seves filles va ser Maria, esposa del rei Enric IV de França.